# Jessica Salazar
Jessica Salazar (Guadalajara, 21 de septiembre de 1995) es una ciclista de pista mexicana.

## Palmarés
2015
- Campeonato Panamericano de Ciclismo en Pista
  -  Oro en 500 metros contrarreloj
  -  Oro en Velocidad individual
  -  Plata en Velocidad por equipos (junto con Luz Gaxiola)
  -  Bronce en Keirin

2016
- Campeonato Panamericano de Ciclismo en Pista
  -  Oro en 500 metros contrarreloj (Récord del mundo)
  -  Oro en Velocidad individual
  -  Oro en Velocidad por equipos (junto con Yuli Verdugo)

2017
- Campeonato Panamericano de Ciclismo en Pista
  -  Oro en 500 metros contrarreloj

2018
- Campeonato Panamericano de Ciclismo en Pista
  -  Oro en 500 metros contrarreloj
  -  Oro en Velocidad por equipos (junto con Daniela Gaxiola)
  -  Plata en Velocidad individual

- Juegos Centroamericanos y del Caribe
  -  Oro en 500 metros contrarreloj
  -  Oro en Velocidad individual
  -  Oro en Keirin

2019
- Campeonato Panamericano de Ciclismo en Pista
  -  Oro en 500 metros contrarreloj
  -  Plata en Velocidad por equipos (junto con Yuli Verdugo)

- Juegos Panamericanos
  -  Oro en Velocidad por equipos (junto con Daniela Gaxiola)

2020
- Campeonato Mundial de Ciclismo en Pista
  -  Plata en 500 metros contrarreloj